# Далай-лама XI
Кхедруп Г'яцо (тиб. མཁས་གྲུབ་རྒྱ་མཚོ་་, вайлі: mkhas grub rgya mtsho; 1 листопада 1838 — 31 січня 1856) — 11-й Далай-лама, тибетський релігійний і політичний діяч.

## Біографія
Він був визнаний одинадцятим Далай-ламою в 1840 році у віці двох років від народження. Він народився в тому ж селищі, що і в 1708 році Келсанг Г'яцо, Далай-лама VII,, тобто в Літангу (нині Гарцзе-Тибетська автономна префектура китайської провінції Сичуань). У свою чергу Келсанг Г'яцо був визнаний переродженням Шостого Далай-лами на підставі вірша останнього, в якому Цаньян Г'яцо говорив, що повернеться в Літанг. Його батька звали Цетан Дхондупа, а матір — Юнгдрунг Бхуті.
У 1841 році сьомий Панчен-лама, Палден Тенпай Н'їма, прийняв у нього попередні чернечі обітниці і, зробивши постриг, дав йому ім'я Кхедруп Г'яцо.
25 травня 1842 року Кхедруп Г'яцо був зведений на трон в палаці Потала, і в 1849 році, у віці одинадцяти років, він прийняв обітницю як монах-послушник від Сьомого Панчен-лами.
Хоча Кхедруп Г'яцо був зведений на трон у 1842 році, передбачалося, що повну владу і право керівництва своїм урядом він отримає з 1 березня 1855 року. Однак він помер менш ніж через рік після отримання влади, ставши третім поспіль Далай-ламою, який помер в такому юному віці, що не встиг зміцнити свою владу.
Кхедруп Г'яцо написав книгу строф «Історія мавп і птахів» («Bya sprel gyi gtam-rgyud»). Це алегорія війни в кінці XVIII століття між Тибетом і гуркхами («птахи» і «мавпи» відповідно).
За життя Кхедрупа Г'яцо йшли війни за Ладакхом, що послабили владу лам над Тибетським плато. Однак опіумні війни і повстання тайпінів водночас послабили вплив Китаю на Тибет. В останні роки його правління непальці вторглися в Тибет, але зазнали поразки у непало-тибетській війні 1855—1856 років. Під час його правління Тибет вперше взяв курс на ізоляцію, щоб мінімізувати колоніальний вплив західних держав, зокрема Британської імперії.
31 січня 1856 року Кхедруп Г'яцо раптово помер в палаці Потала в Лхасі.